# آلکالا د انارس
آلکالا دِ اِنارس (به لاتین: Alcalá de Henares) یک شهرستان‌های اسپانیا در اسپانیا با جمعیت ۲۰۳٬۹۲۴ نفر است که در مادرید (بخش خودمختار) واقع شده‌است.